# Tchaba-Tchaba
Tchaba-Tchaba est une localité du Cameroun située dans le département du Mayo-Sava et la Région de l'Extrême-Nord, à proximité de la frontière avec le Nigeria. Elle fait partie de l'arrondissement de Tokombéré et du canton de Makilingaye. 

## Population
En 1966-1967 la localité comptait 283 habitants, des Peuls, des Mouyeng et des Mandara.
Lors du recensement de 2005, 726 personnes y ont été dénombrées.